# Gonzalo Rubalcaba

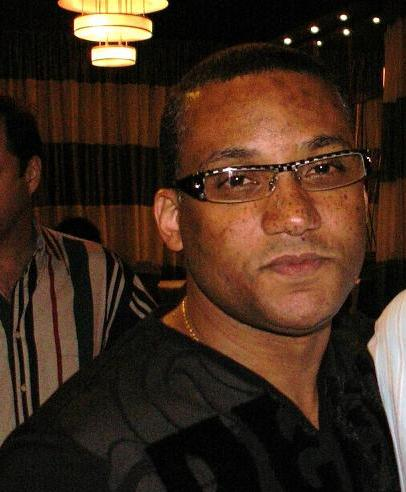
Gonzalo Rubalcaba

Gonzalo Julio González Fonseca, bekannt unter seinem Künstlernamen Gonzalo Rubalcaba (* 27. Mai 1963 in Havanna), ist ein kubanischer Jazz-Pianist. Neben Cuban-Jazz-Rock Projekten pflegt er das klassische Klaviertrio.

## Leben
Rubalcaba stammt aus einer musikalischen Familie und ist der Sohn des Pianisten Guillermo Rubalcaba (1927–2015) und Enkel des Komponisten Jacobao Gonzales Rubalcaba. Er begann zunächst mit dem Schlagzeugspiel und trat bereits als Fünfjähriger auf. Zwischen 1971 und 1983 unterzog er sich einer klassischen Musikausbildung. Er studierte Perkussion, Klavier und Komposition am Konservatorium und anschließend am Havana Institute of Fine Arts (Abschluss in Komposition 1983).
Neben der europäischen Konzertmusik beeinflusste ihn auch die populäre kubanische Musik, in der es Möglichkeiten gab, zu improvisieren und damit seine eigenen musikalischen Ideen einfließen zu lassen. Das erste Mal verreiste Rubalcaba außerhalb Kubas 1980 – mit 17 Jahren – nach Panama und Kolumbien; dann tourte er 1983 mit der Salsakapelle Orquesta Aragon nach Afrika und Paris.
Dizzy Gillespie war der erste nordamerikanische Musiker, mit dem er 1985 in Havanna zusammenarbeitete. Seine Zusammenarbeit mit dem deutschen Musikproduzenten Götz Wörner führte zu den ersten internationalen Veröffentlichungen und Tourneen in Europa. Gonzalo heiratete im November 1986. Er und seine Frau Maria zogen 1990 nach Santo Domingo in der Dominikanischen Republik (seit 1996 leben sie in Florida und haben inzwischen drei Kinder).
In den USA konnte er erstmals 1993 nach der Fürsprache von Wynton Marsalis und der Witwe Dizzy Gillespies auftreten.

## Werk
Bereits während seines Studiums spielte er mit Frank Emilio, Chucho Valdés, Paquito D’Rivera und Arturo Sandoval. 1985 stellte er seine eigene Grupo Projecto auf dem North Sea Jazz Festival und dem JazzFest Berlin vor, mit der er an einer Fusion aus Jazzrock, Bop und dem kubanischen Son arbeitete. Seine ersten Aufnahmen machte er in den Egrem-Studios in Havanna Anfang bis Mitte der 1980er Jahre (u. a. „Inicio“ – ein Solopiano-Album und „Concierto Negro“). Anfang 1986 veröffentlichte drei Alben auf dem Frankfurter Label „Messidor“ mit seinem Cuban Quartett: „Mi Gran Pasion“, „Live in Havana“, und „Giraldilla“. Diese Aufnahmen zeigen sein Temperament, seine Virtuosität und, dass er zu diesem Zeitpunkt schon vom Jazz beeinflusst war. Die Jazz-Elemente waren damals zwar Teil seiner Musik, doch arbeitete er noch mehr mit Perkussion, Rhythmik – Elementen der afrokubanischen Tradition.
1986 überzeugte Gonzalo Rubalcaba mit seinem Auftritt auf dem Havanna Jazz Festival. Er trat in einem Trio mit Charlie Haden und Paul Motian auf. 1989 holte ihn Charlie Haden zum Jazz Festival Montreal, um wieder in diesem Trio zu spielen. (Die Aufnahmen wurden erst 1997 unter dem Titel „The Montréal Tapes: Charlie Haden with Gonzalo Rubalcaba & Paul Motian“ veröffentlicht.) Ein späterer Mitschnitt des Trios vom 1990er Jazz Festival Montreux erschien 1991 als „Discovery“. Das zunächst veröffentlichte Studio-Album „The Blessing“ (mit Haden und Jack DeJohnette) zeigt bereits den Jazz-Pianisten Gonzalo Rubalcaba.
1992 nahm er mit seiner neuformierten Band Proyecto Latino seine „Suite 4 Y 20“ auf. Im Laufe der nächsten Jahre folgten gemeinsam mit Felipe Cabrera und Julio Barreto immer neue Platten wie eine Hommage an Dizzy Gillespie („Diz“) oder die gewaltige Latin-Jazz-Suite „Antiguo“, auf der er die Summe seines bisherigen Spiels und all seiner Einflüsse zog (2000 nominiert für einen Grammy). Auffallend immer wieder seine bestechende, dabei aber wie selbstverständlich wirkende, Virtuosität. Bei genauerem Hinhören fallen aber auch große Besonderheiten in der Melodik auf, einer Melodik, die zwischen den Stilen hin und her springt – beginnend in der Sprache des modernen Jazz, dann nahtlos in klassische oder kubanische Formen übergeht, als mache der Pianist zwischen ihnen keinen Unterschied.
Mit „Inner Voyage“ leistete sich Gonzalo Rubalcaba eine Reise nach innen, forschte nach den Nuancen. In „Nocturne“ – ebenfalls einem sehr intimen Album, nahmen Charlie Haden und Rubalcaba 2002 kubanische und mexikanische Boleros auf – für Rubalcaba eine Art Tribut an die ältere Generation Kubas.
2001 tourte er mit vier verschiedenen Formationen u. a. im Duo mit Chick Corea, 2002 lotete er die Möglichkeiten der Triobesetzung aus im sehr kontrastreichen „Supernova“. Das Album „Paseo“ knüpft nun wieder an seine elektrischeren Fusionausflüge von „Antiguo“ an – Latin-Fusion, improvisierter Modern Jazz, Rückkehr zu den kubanischen Wurzeln. Zu hören war er auch auf Pat Martinos Album Think Tank, das eine Grammy-Nominierung erhielt.

## Stil
Trotz seiner großen Bandbreite gilt Gonzalo Rubalcaba aber heute eindeutig als Jazzpianist. Aufgrund seines afrokubanischen Backgrounds und seiner früheren Percussion-Ausbildung spielt die Rhythmik in seinem Spiel eine wichtige Rolle. Er selbst sieht das Piano auch „als Teil der Percussion-Familie“.
Ungeheuren rhythmischen, melodischen und harmonischen Einfallsreichtum zeigte er auch in „The Trio“ mit Brian Bromberg und Dennis Chambers, indem er Jazzstandards ‚zerlegt’ und als völlig neue sehr eigene Stücke wieder zusammenbaut.

## Diskografie (Auswahl)
- Live in Havana (1987)
- Mi Gran Pasion (1989)
- Giraldilla (1990)
- Discovery – Live at Montreux (1991)
- The Blessing (1991)
- Diz (1994)
- The Trio (1997)
- Flying Colors (1998)
- Antiguo (1998)
- Inner Voyage (1999)
- Supernova (2001)
- Nocturne (2002)
- Land of the Sun (2004)
- Paseo (2004)
- Solo (2006)
- Avatar (2008)
- Fé (2010)
- XXI Century (2011)
- Volcan (2013)
- Suite Caminos (2015)
- Tokyo Adagio (mit Charlie Haden, 2015)
- Minione (mit Anna Maria Jopek, 2017)
- Gonzalo Rubalcaba & Aymée Nuviola: Live at Blue Note Tokyo  (Top Stop Music, 2020)
- Gonzalo Rubalcaba & Aymée Nuviola: Live in Marciac (5 Passion Records, 2022)
- Borrowed Roses (Top Stop Music, 2023)[1]